# Przodek (wojskowość)

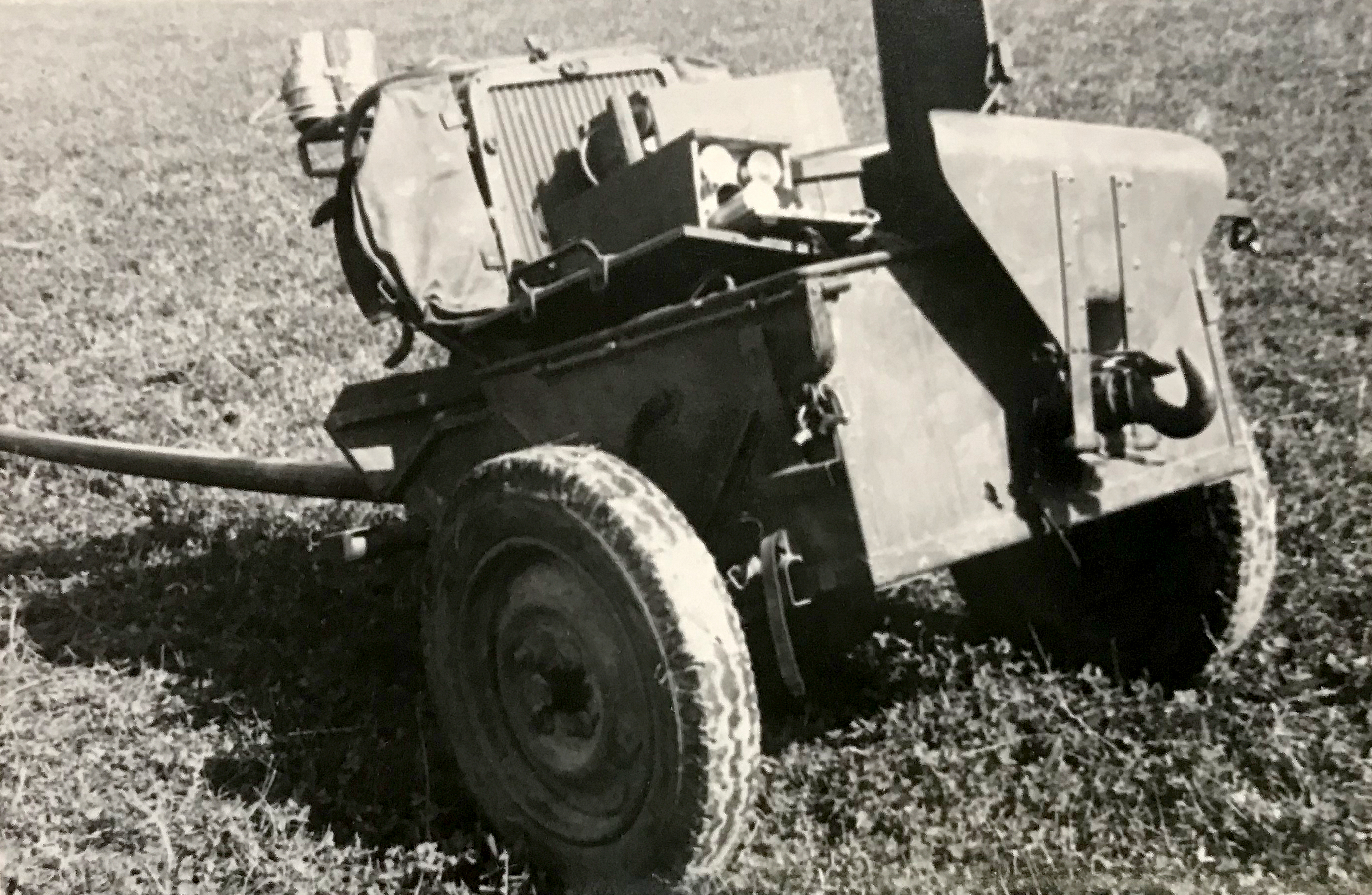
Przodek polskiej armaty przeciwpancernej wz. 36

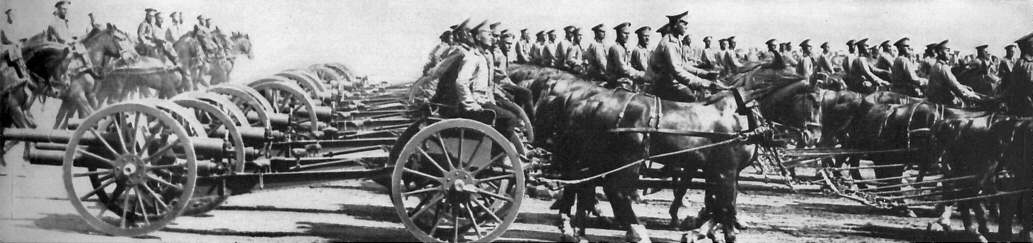
Rosyjska armata kalibru 76,2 mm wz. 1902 z przodkiem.

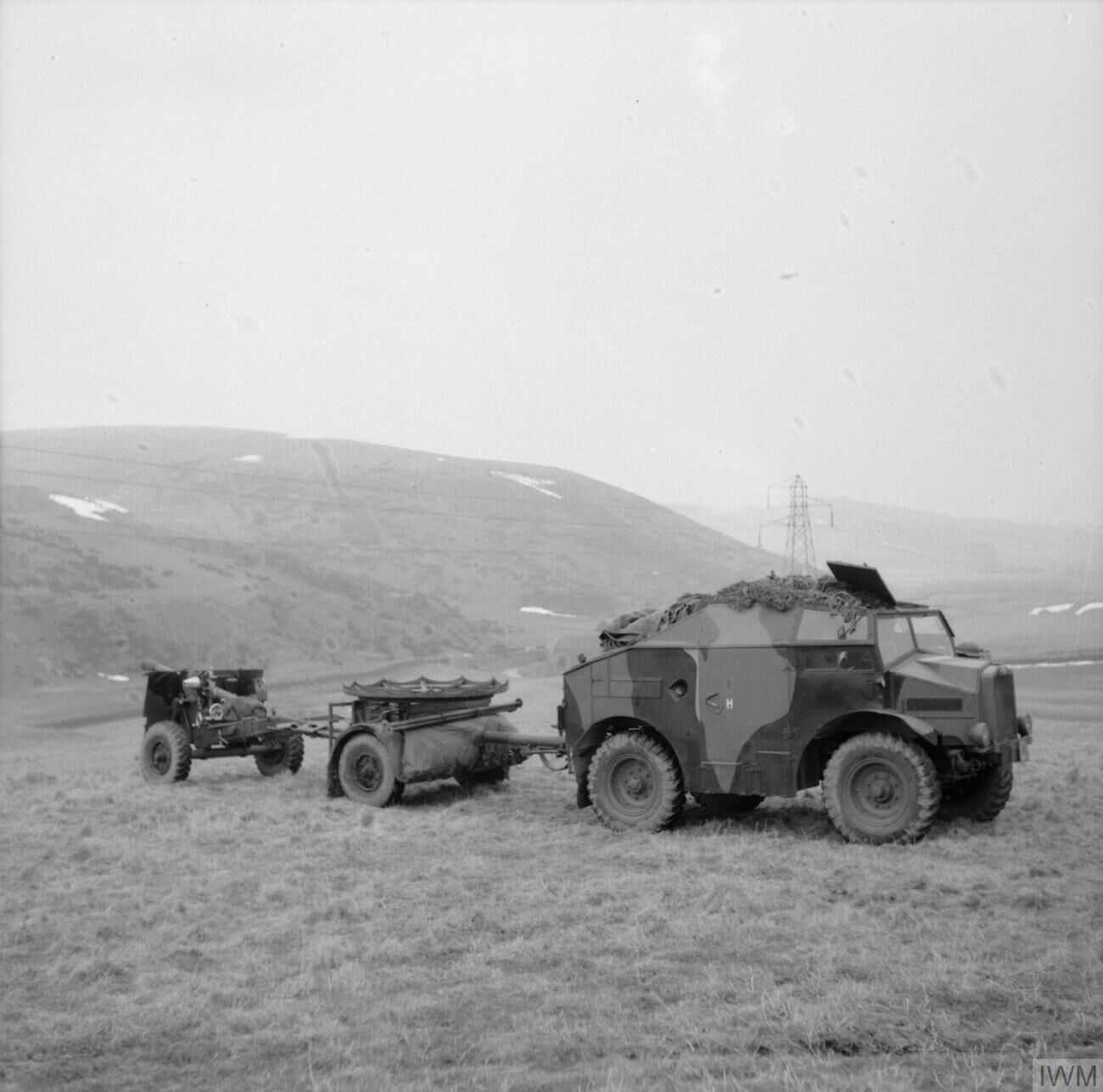
Ciągnik Morris C8 FAT z przodkiem No.27 i działem 25-funtowym Mark II (platforma przewożona na przodku)

Przodek – jednoosiowy pojazd, przede wszystkim konny, służący do ułatwienia holowania dział. Do przodka zaprzęgane były konie oraz doczepiane było działo lub jaszcz. Na przodku jechała część obsługi działa, mógł on także zawierać pojemnik na sprzęt i część amunicji. W lżejszych działach przodek pełnił także funkcję jaszcza, zawierając całość zapasu amunicji. W cięższych działach oraz dawnej artylerii (od połowy XV wieku) przodek miał prostszą konstrukcję i służył do podtrzymywania ogonowej części działa.
Przodek używany był również dla niektórych dział o ciągu motorowym, holowanych przez ciągnik artyleryjski – jego rolą było wtedy zmniejszenie obciążenia haka ciągnika. Przodek dla dział o ciągu motorowym był zwykle większy i pełnił zarazem rolę jaszcza. We współczesnej artylerii działa z reguły nie posiadają przodków.
Czynność podczepienia działa do przodka i odczepienia nazywa się zaprzodkowaniem i odprzodkowaniem.